# Língua huli

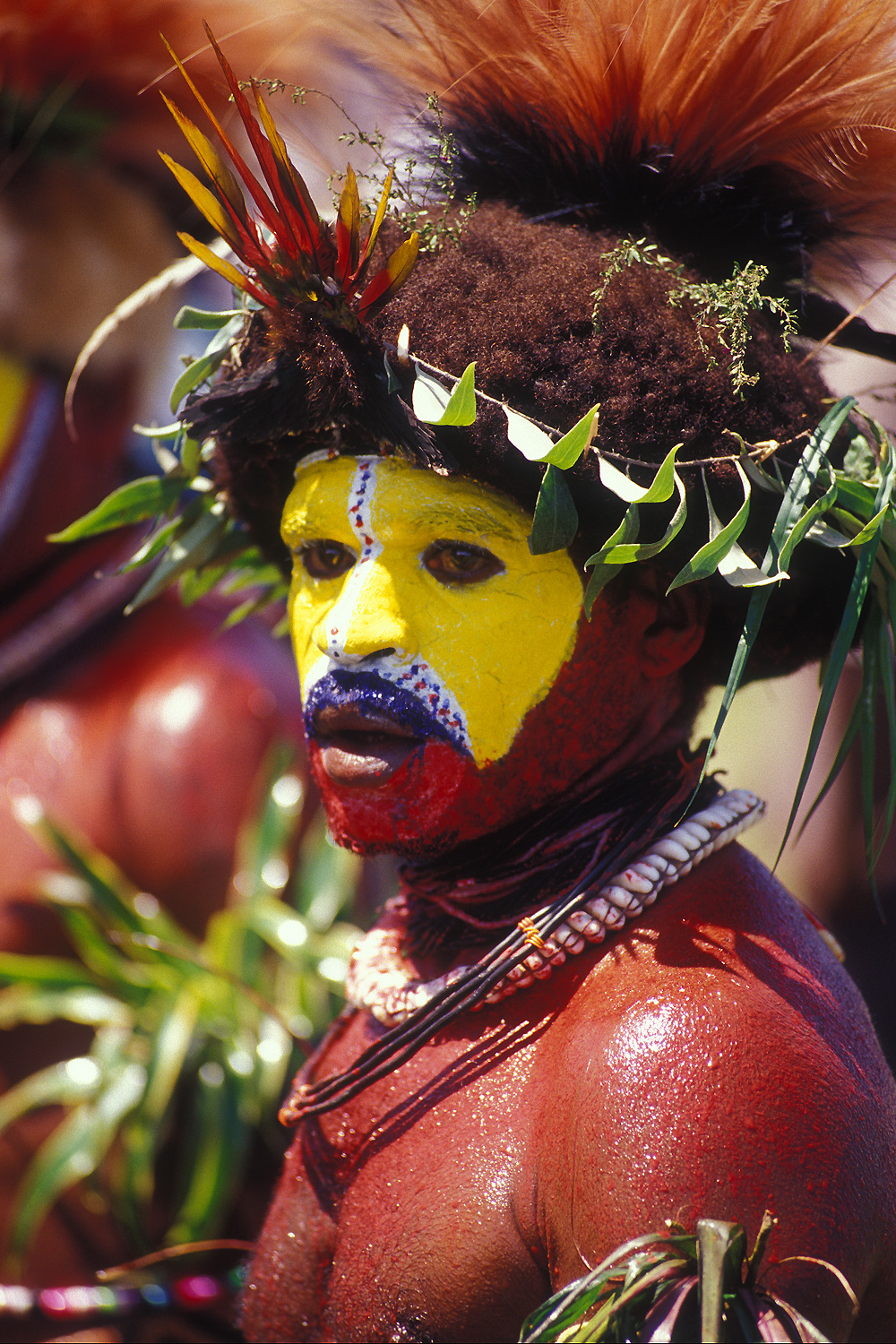
Huli Wigman, da província de Hela, em Papua Nova Guiné

Huli uma língua engan (tari) falada pelo povo huli em Hela (província), Terras Altas do Sul, Papua-Nova Guiné. Apresenta um sistema numérico Pentadecimal (base-15)]:  ngui}} significa 15, ngui ki significa 15 × 2 = 30 , e ngui ngui                            significa 15 × 15 = 225.
Huli tem uma língua pandanus chamada tayenda tu ha illili (tabu da divisão do arbusto) usada para coletar nozes karuka anga), bem como caçando ou viajando. Tayenda is used to evade malevolent bush spirits.  A gramática para a língua Tayenda é quase idêntica ao Huli normal, mas o vocabulário é alterado, muitas vezes pegando emprestado palavras da língua Duna, mas com significados alterados.

## Fonologia
Huli tem uma estrutura de sílaba de (C) V.

### Vogais
|         | Anterior | Posterior |
| ------- | -------- | --------- |
| Fechada | i ĩ      | u ũ       |
| Medial  | e ẽ      | o õ       |
| Aberta  |          | ɑ ɑ̃       |

/ ɑ / é pronunciado mais na frente como [æ] antes de / r / e /ʝ/.
A nasalidade vocálica é fonêmica na língua.
As vogais também podem conter três tons fonêmicos; alta, média e baixa subida.

### Consoantes
|             |                | Bilabial | Alveolar | Retroflex | Palatal | Velar | Glotal |
| ----------- | -------------- | -------- | -------- | --------- | ------- | ----- | ------ |
| Oclusiva    | surda          | p        | t        |           |         | k     |        |
| Oclusiva    | sonora         | b        | d        |           |         | g     |        |
| Oclusiva    | pré-nasalizada | ᵐb       | ⁿd       |           |         | ᵑɡ    |        |
| Fricativa   | Fricativa      |          |          |           | ʝ       |       | h      |
| Nasal       | Nasal          | m        | n        |           |         | ŋ     |        |
| Aproximante | Aproximante    | w        |          | ɭ         |         |       |        |
| Vibrante    | Vibrante       |          | r        |           |         |       |        |

Para / p t k / pode ser aspirado como [pʰ tʰ kʰ].
Muitos falantes pronunciam / t / como [s] antes de / i /.
/ d / é percebido tão sem voz quanto [d̥] quando ocorre inicialmente com a palavra, e é palatalizado como [dʲ] entre / i / e um / ɑ / final de palavra.
/ r / ocorre apenas no meio da palavra.
/ b ɡ / pode ser realizado foneticamente como fricativas intervocalicamente como [β ɣ].

## Escrita
A língua Huli usa o alfabeto latino numa soma sem as letras C, F, J, Q, V, Z.  Usam-se as formas Ng, Nd, Mb e as vogais som barra inferior A, E, I U.

## Amostra de texto
Ngodehanda wali agali bihende gubalini timbuniore howa ibu igini mbira hangu henego ngini. Ibuhondo mini mbiraorewi karu ti dinini koha napole haabo holene yu ka.